# جاده ای۱۳ (انگلستان)
جاده ای۱۳ (به انگلیسی: A13 road) یکی از جاده‌های کشور انگلستان است.
این جاده از شهر لندن شروع و در شهر شوئبورینس در شهرستان اسکس به پایان میرسد، طول این جاده ۶۸ کیلومتر است.